# Sbarramento Dobbiaco
Lo sbarramento di Dobbiaco (in tedesco Sperre Toblach) è uno degli sbarramenti del XV settore di copertura Pusteria, che si erge nelle vicinanze di Dobbiaco, in Alta val Pusteria. Fa parte degli sbarramenti che costituirono il vallo alpino in Alto Adige.

## Storia
Questo sbarramento difensivo fu idealizzato nel 1939 per proteggere l'ampia sella di Dobbiaco; data l'estensione della zona fu deciso uno sbarramento con una buona difesa anticarro. Tale sistemazione difensiva era un raddoppio del I sistema difensivo, che da nord passava per il Corno Alto (ted. Hochhorn), Il Dosso (ted. Scheibeneck), raggiungendo il fondo valle, e per poi risalire sul versante meridionale, ovvero per cima Nove (ted. Neunerkofel) e monte Casella (ted. Innersell). Questo primo progetto prevedeva 10 opere fortificate che seguivano i dettami della circolare 7000:
- 7 opere edificate con calcestruzzo, di cui 3 resistenti ai medio calibri, 3 ai piccoli calibri e 1 alle sole schegge. Per queste 7 opere era previsto un armamento totale di 16 mitragliatrici, 6 cannoni anticarro ed una postazione per mortaio da 81 Mod. 35, situate a est del paese, principalmente nel fondovalle;
- 1 opera scavata in caverna presso Il Dosso, con un armamento previsto di due mitragliatrici e 1 cannone anticarro in funzione della stradina che proviene dalla costa di Versciaco;
- 2 opere in calcestruzzo, entrambe resistenti ai piccoli calibri, e con un armamento previsto di tre mitragliatrici e 2 cannoni anticarro. Queste due opere difensive erano poste presso la località Costabella (ted. Schönleiten), con l'unica funzione di impedire uno scavalcamento dello sbarramento, lungo la stretta valle San Silvestro (ted. Silvestertal).

Nell'autunno del 1939, vi fu un nuovo progetto, che aggiungeva 6 appostamenti in calcestruzzo, di cui 5 resistenti ai medio calibri e 1 solamente ai piccoli calibri. Questo nuovo progetto prevedeva un armamento totale di 10 mitragliatrici e 5 cannoni anticarro, da posizionare lungo la linea difensiva che dalla Costa Nosellari raggiunge le sorgenti della Drava, dove era anche prevista la costruzione di un fossato anticarro a sbarrare la vallata, e spezzoni tipo NP20 per sbarrare la strada e la linea ferroviaria.

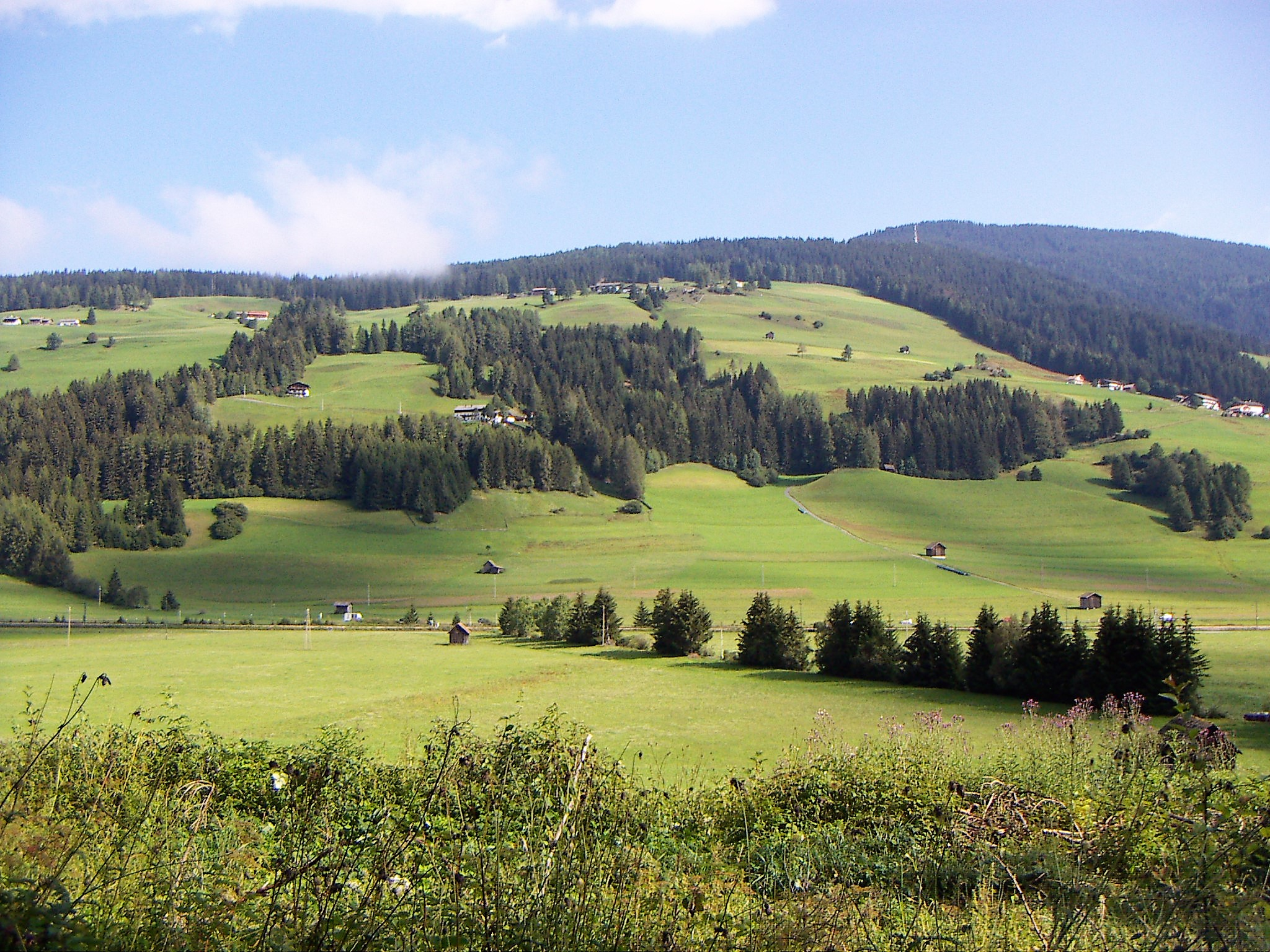
Il fossato anticarro dello sbarramento di Dobbiaco, riconoscibile dalla fila di alberi. Sullo sfondo sono riconoscibili alcune opere, poste a nord della strada statale

Con la fine del 1939, arrivò anche la nuova circolare 15000, che più o meno riprendeva la disposizione originale, con un eventuale studio di allargamento presso le ali della sistemazione difensiva con un andamento Il Dosso – Dobbiaco – Cima Nove.
Era quindi prevista la costruzione di ben 42 opere difensive, oltre a 6 caverne per il ricovero dei soldati. Di queste solamente 8 furono completate, una solamente nei rivestimenti (opera 3), ed un'altra opera d'artiglieria rimase solo scavata nella roccia (opera 10), mentre le eventuali estensioni laterali rimasero sulla carta.
Già nel luglio del 1940, il fossato anticarro edificato lungo un'ipotetica linea posta a congiunzione tra l'opera 1 e l'opera 3, era considerato inadeguato. Si decise quindi per un'integrazione dell'azione anticarro con l'aggiunta di una prima fascia di blocchi di calcestruzzo disposti su 5 ordini, seguita da un nuovo fossato posto davanti a quello esistente per impedire l'avanzata dei carri più pesanti. Alla fine dei lavori, nessuna di queste due soluzioni fu poi eseguita, principalmente per la mancanza di cemento.
Dopo la riattivazione in ambito NATO, allo sbarramento composto di 10 opere, è stato dato il nome in codice "Icaro". Lo sbarramento aveva assegnati: 13 ufficiali, 22 sottufficiali e 269 soldati di truppa, per un totale di 304 uomini.
Oltre allo sbarramento "Icaro", faceva parte dello sbarramento di Dobbiaco anche lo sbarramento "Giove e Giano", che comprendeva le opere presso la valle di San Silvestro.
Tra le opere del fondovalle, 6 sono state ammodernate, compresa l'opera 3 i cui malloppi, mai costruiti in precedenza, furono sostituiti con 3 torrette di carri M4 Sherman armate con cannoni da 76/55 con funzione anticarro e alcune torrette metalliche per mitragliatrici. Fu inoltre costruita una postazione per carro in vasca, poco al di sotto dell'opera 1, che fu denominata propriamente opera 1 bis (ovvero postazione P).

## Il fosso anticarro
Il fossato anticarro taglia in due la vallata: partendo dall'opera 1, arriva fino all'opera 3.
Il fossato ha dimensioni differenti: a nord della strada e della rotabile (che scorrono parallele e vicine in quel punto) è più contenuto nelle dimensioni, mentre a sud è molto più alto.
Già nel luglio del 1940 era però ritenuto inadeguato. È ancora oggi quasi integro e quindi ben visibile. Nel 2010 la parte sud del fossato è sormontata da una stradina sterrata che congiunge la passeggiata del bosco alla pista ciclabile.

## Tabella delle opere dello sbarramento
|          | Tipo           | Fuc. MTR | MTR | Cann A.C. | Cannoni 75/27 | Osserv. |
| -------- | -------------- | -------- | --- | --------- | ------------- | ------- |
| Opera 1  | Media CLS      | -        | 2   | 1         | -             | 1/t     |
| Opera 2  | Media CLS      | -        | 3   | -         | -             | -       |
| Opera 3  | Media RCC/CLS  | -        | 3   | 1         | -             | -       |
| Opera 4  | Media CLS      | -        | 2   | -         | -             | 1(*)    |
| Opera 5  | Grande RCC/CLS | -        | 4   | 1         | -             | 1       |
| Opera 6  | Media CLS      | -        | 4   | -         | -             | -       |
| Opera 7  | Media CLS      | -        | 3   | -         | -             | -       |
| Opera 8  | Media RCC/CLS  | -        | 4   | -         | -             | 1       |
| Opera 9  | Media RCC/CLS  | -        | 4   | -         | -             | -       |
| Opera 10 | Grande CAV     | -        | -   | -         | 4             | 1       |
| Totale   | 10             | -        | 27  | 3         | 4             | 5       |

(*) Previsto solamente nel progetto

## Descrizione delle opere dello sbarramento

### Opera 1

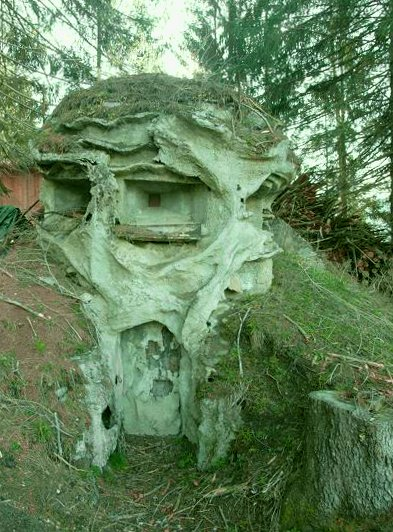
L'ingresso con la sua caponiera di difesa, dell'opera 1

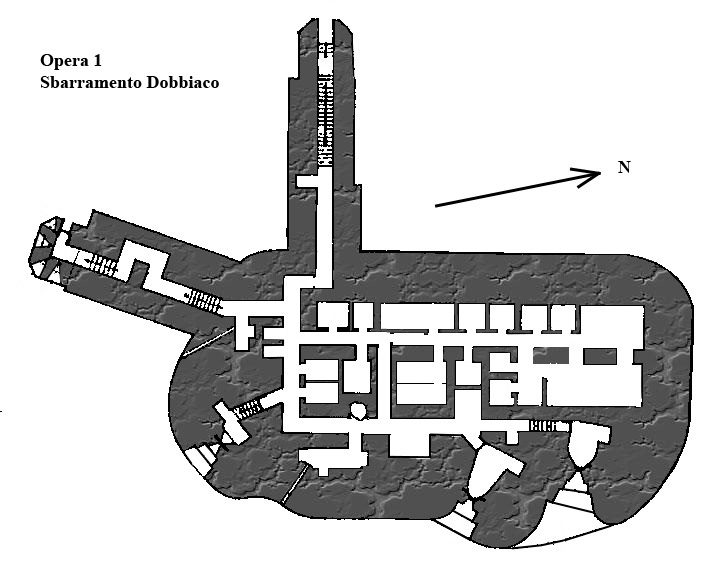
La piantina dell'opera 1

- Come raggiungere l'opera

Percorrendo la statale tra Dobbiaco e San Candido, prestando attenzione, si riesce ancora a distinguere il fossato anticarro che divide la vallata. Seguendo il fossato in direzione nord, fino alla fine del muretto, si entra per una decina di metri nel bosco, dopodiché si distingue chiaramente le feritoie dell'opera 1. In realtà già in lontananza si distingue una sua torretta, recentemente ripulita dal fogliame.
- Caratteristiche

L'opera è di media grandezza, costruita in calcestruzzo e disposta principalmente su un unico piano. È quasi interamente ricoperta da una folta vegetazione ai lati, in quanto immersa nel bosco. Ad oggi, l'opera è di proprietà privata, che ha disposto sulla superficie sopra l'opera un piccolo deposito materiali. Al suo interno l'opera è completa nel suo allestimento. Sono addirittura ancora osservabili le tabelle per il tiro notturno.
Le feritoie dei cannoni battevano la linea che fiancheggiava il fossato anticarro. L'opera è dotata di due ingressi, entrambi difesi dalla loro caponiera. Dopo l'ingresso posto più a nord, l'opera procede con una serie di scalini, a sinistra si trovano le due piccole camerate, mentre a destra si va verso la zona dove sono presenti le camere di combattimento: M1, P2 e P3. L'ingresso a sud invece, dopo la porta, presenta una scalinata a pioli in discesa e subito conduce alla postazione radio, dove è presente anche un tunnel verticale dove doveva essere alloggiata l'antenna. All'interno dell'opera sono presenti due stretti tunnel orizzontali, altro non sono che cunicoli per comunicare con le opere dall'altra parte della vallata. L'opera ha inoltre un osservatorio in torretta.
- Nome in codice (in ambito NATO): "Emma"
- Armamento previsto

Inizialmente previsto: 2 mitragliatrici, 1 cannone anticarro, 1 osservatorio in torretta
Effettivamente: 1 mitragliatrice, 2 cannoni anticarro, 1 osservatorio in torretta
- Ingressi

L'opera, di proprietà privata della famiglia Mutschlechner di Dobbiaco che organizza su appuntamento delle visite guidate. L'opera ha 2 ingressi, di cui uno che presenta subito una scaletta che scende a pioli dopo la porta d'accesso.
- Dati relativi ad agosto 2016
- Coordinate geografiche: 46°43′41.08″N 12°14′43.29″E

### Opera 1 bis

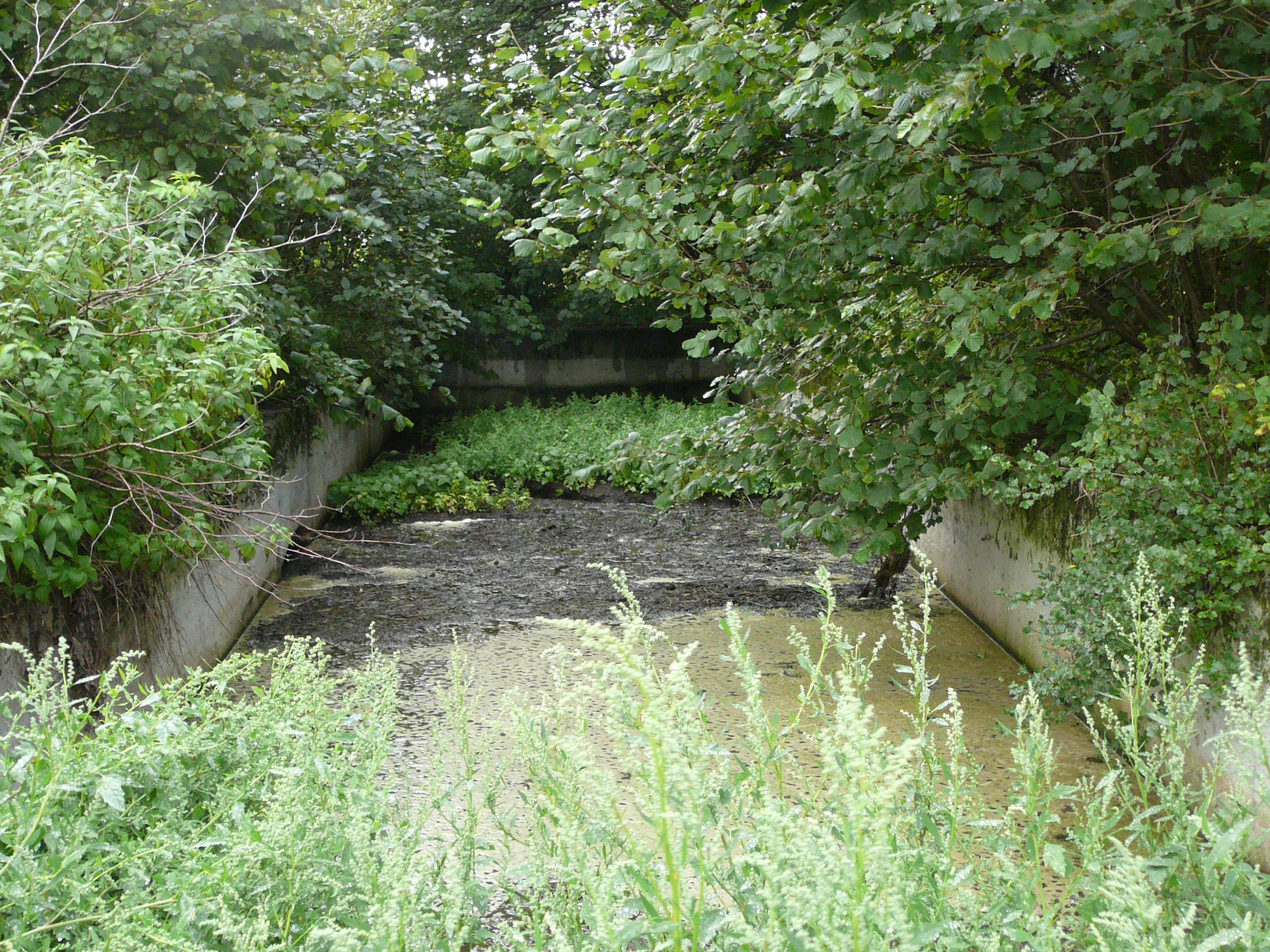
La vasca dove era alloggiato il carro M4 Sherman

- Come raggiungere l'opera:

Questo manufatto si trova pochi metri al di sotto dell'opera 1.
- Caratteristiche:

Si tratta di una postazione P, ovvero per ospitare un carro in vasca, e precisamente ospitò un carro armato M4 Sherman. Fino agli anni 70 questo era mascherato da una baracca in lamiera leggera, successivamente celato solo dagli alberi. Tra i mesi di aprile e maggio 1993 il carro è stato portato via su un camion militare, alla presenza di militari e carabinieri e oggigiorno la postazione in vasca viene utilizzata dal contadino proprietario come vasca liquame.
L'opera appartiene ai proprietari dell'opera 1.
- Armamento previsto:

1 M4 Sherman
- Dati relativi ad agosto 2010
- Coordinate geografiche: 46°43′38.62″N 12°14′42.2″E

### Opera 2

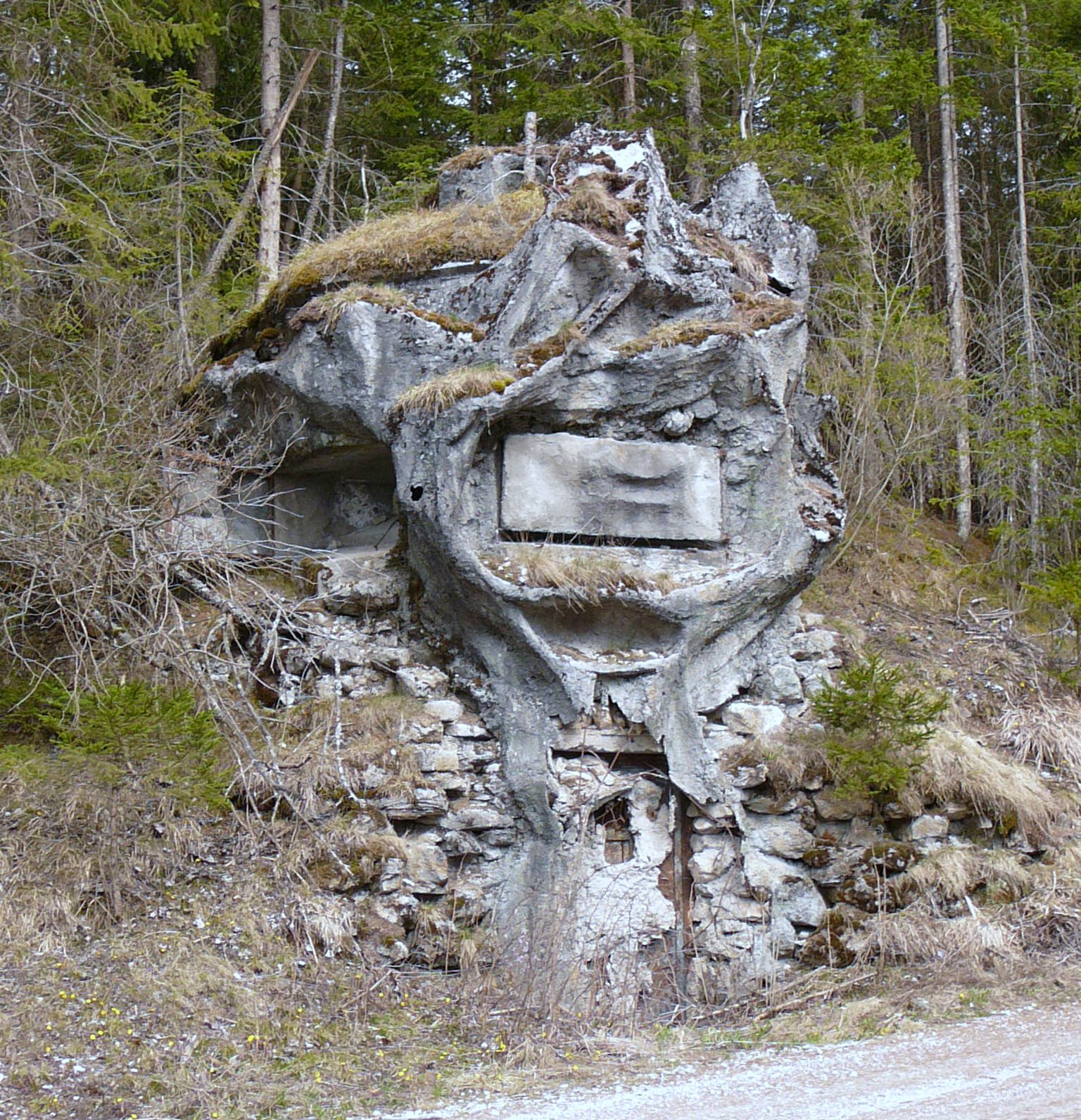
Una caponiera d'ingresso dell'opera 2

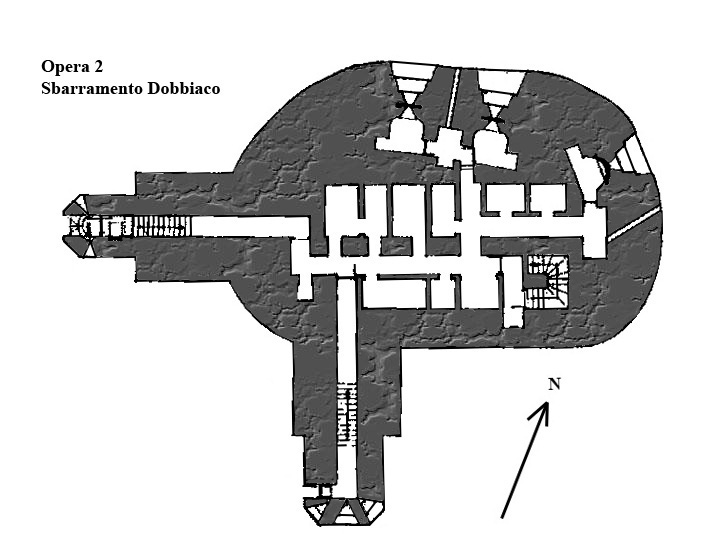
La piantina dell'opera 2

- Come raggiungere l'opera:

Da Dobbiaco si prende la pista ciclabile all'altezza della stazione dei treni. La si percorre in direzione San Candido per qualche centinaio di metri, oltre la centrale del teleriscaldamento, fino a che non si arriva ad un incrocio perpendicolare con una stradina che passa sotto la ferrovia; la si prende in direzione della discarica e del poligono militare, ovvero sulla destra e si sale lungo di essa fino alla prima svolta a sinistra. Si attraversa così un poligono di tiro militare, prestando la massima attenzione che non vi siano tiratori in esercizio e dopo una cinquantina di metri, lungo la stradina è ben visibile l'opera 2.
- Caratteristiche:

L'opera di medie dimensioni in calcestruzzo si sviluppa su due piani. L'opera aveva una canna per le comunicazioni ottiche, che fu successivamente murata e al posto di questo apparecchio fu installato un impianto radio, e la sua antenna poteva muoversi attraverso il tetto dell'opera.
- Nome in codice (in ambito NATO): "Alto"
- Armamento previsto:

3 mitragliatrici
- Ingressi:

L'opera ha 2 ingressi entrambi chiusi
- Dati relativi ad luglio 2023
- Coordinate geografiche: 46°43′23.05″N 12°14′44.5″E

### Opera 3
- Come raggiungere l'opera:

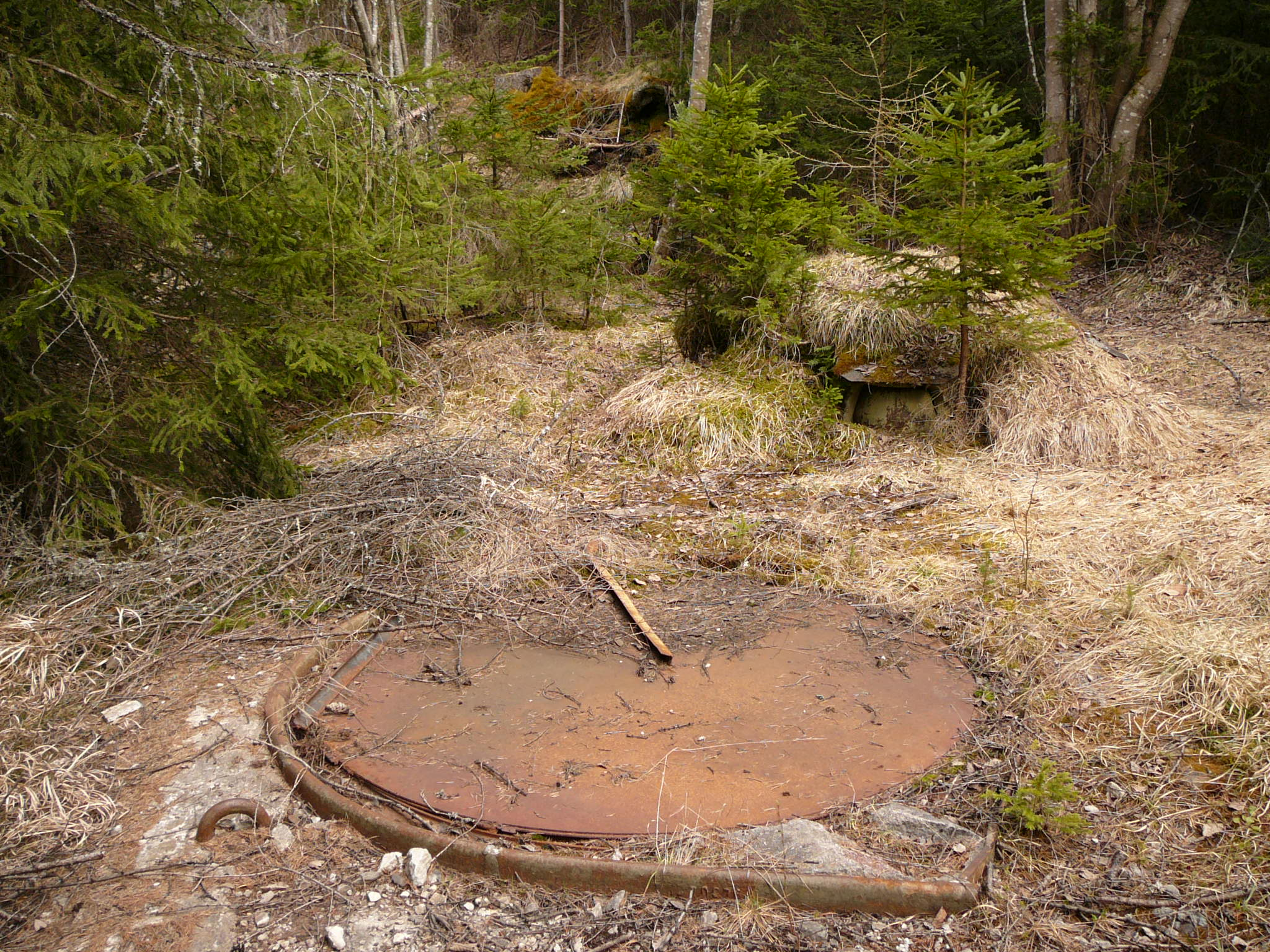
L'opera 3. Una torretta per il cannone M4 Sherman, e una piccola feritoia

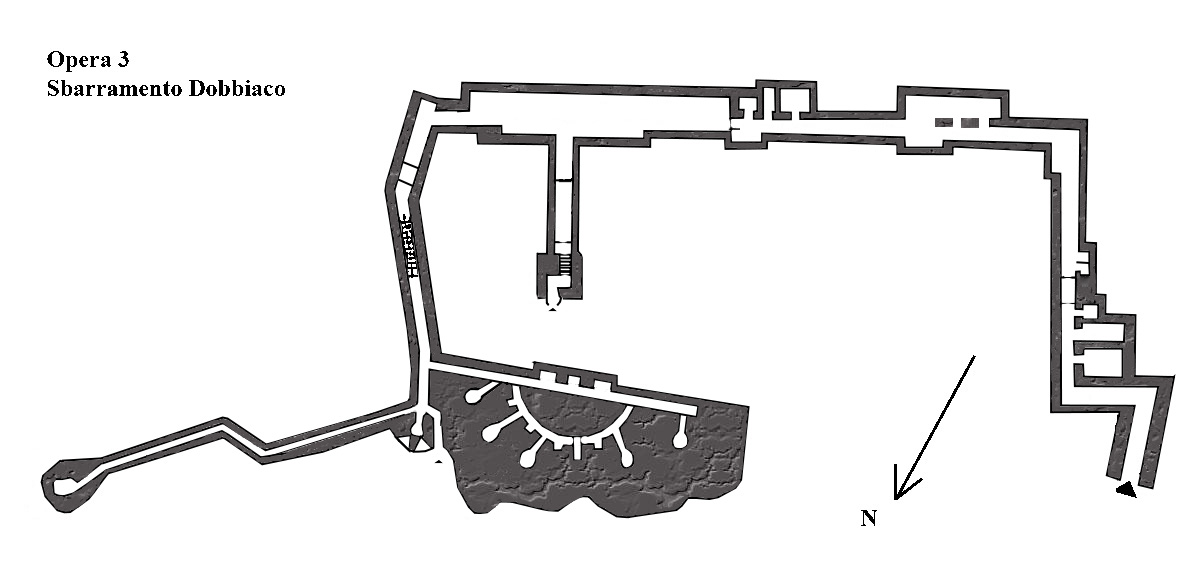
La piantina dell'opera 3

Dall'opera 2 si prosegue per un centinaio di metri, fino ad arrivare ad un ponticello di legno, prima di aver raggiunto la sorgente della Drava. Questo ponticello come si può osservare passa sopra al fossato anticarro. Siamo quindi al lato opposto del fossato rispetto all'opera 1.
Superato il ponticello sulla sinistra si trovano dei cartelli e dei sentierini che risalgono attraverso il bosco. Basta seguirne uno per arrivare all'opera 3.
- Caratteristiche:

L'opera ad un piano, realizzata in parte in calcestruzzo ed in parte scavata nella roccia, è ricoperta di terra per mascheramento e circondata da una rigogliosa vegetazione. L'opera si può suddividere in due parti, la prima ultimata che comprende camere da combattimento ed una camerata; la seconda parte è invece ancora allo stato di scavo, e veniva adibita a magazzino. I lavori di costruzione iniziarono nel 1939, furono interrotti nel 1942 e ripresero all'inizio degli anni '50 quando si decise di ripristinare un certo numero di opere difensive e di dotarle di armamento ed impianti tecnologici. I previsti malloppi esterni, mai realizzati, furono sostituiti con tre torrette armate con cannoni da 76/55 enucleate da carri americani M4 Sherman (custodite in due baracche in lamiera leggera) e alcune torrette metalliche per mitragliatrici. La porta di ingresso all'opera è del tipo “porta garitta”, già montata nel'32.
L'opera presenta tre ingressi distinti, ed una torretta con camino. Visibile resta anche l'impianto per la radio.
L'opera è stata attiva fino al 1992. È stata definitivamente chiusa in data 15 febbraio 1993, mediante saldatura delle porte metalliche di accesso e fissaggio di lamiere a copertura degli alloggiamenti per le torrette rimosse.
- Nome in codice (in ambito NATO): "Nrani"
- Armamento previsto:

3 mitragliatrici, 1 cannone anticarro.
- Ingressi:

L'opera ha 3 ingressi ed un'uscita di emergenza
- Dati relativi ad agosto 2010
- Coordinate geografiche: 46°43′20.44″N 12°15′07.59″E

### Opera 4
- Come raggiungere l'opera: L OPERA É DI PROPRIETÀ PRIVATA E NON PUÒ ESSERE VISITATA ATTUALMENTE - CHIUSA CON PORTONE DI FERRO - ALLARME AUTOMATICO E VIDEOSORVEGLIANZA ESISTENTE -

Provenendo da San Candido per la pista ciclabile, si arriva all'altezza di una curva della strada a gomito, secca a destra. In corrispondenza della curva si prosegue dritto per la strada sterrata. Dopo un centinaio di metri in salita, si arriva ad un incrocio. A sinistra si torna a San Candido (piste da sci), a destra la stradina porta all'opera 3, mentre per l'opera 4 si prosegue diritti. Superato quindi il bivio, si deve prendere la direzione verso la parte alta del bosco sulla destra tenendo presente il rigagnolo sulla sinistra e il promontorio dell'opera sulla destra si può seguire le tracce dei trattori nel bosco, comunque la piantina è da tenere sotto mano.
- Caratteristiche:

L'opera di medie dimensioni è stata costruita in calcestruzzo. Si sviluppa su due piani. Nel dopoguerra è stata murata, e quindi non è stata riutilizzata. Al suo interno si trovano i locali per due mitragliatrici, di cui una a minimo spessore frontale.
- Armamento previsto:

2 mitragliatrici e 1 osservatorio (solo previsto nel progetto)
- Ingressi:

L'opera ha 1 ingresso
- Dati relativi a luglio 2012
- Coordinate geografiche: 46°43′21.12″N 12°15′29.95″E

### Opera 5
- Come raggiungere l'opera:

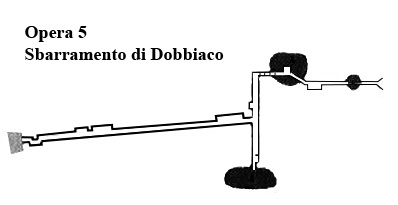
La piantina dello scavo dell'opera 5

L'opera 5 si trova in posiziona più avanzata rispetto a tutte le altre opere dello sbarramento, nella parte nord dello sbarramento. Facilmente distinguibile in quanto il grosso dell'opera si trova sotto un folto bosco, che sembra appositamente racchiuderla.
- Caratteristiche:

L'opera, di grandi dimensioni, è stata principalmente scavata nella roccia, ma si è utilizzato anche del calcestruzzo per la sua costruzione. Si estende lungo la sua grande caserma, che poteva contenere anche 90 uomini. In questo luogo è probabile che alloggiasse la fanteria supplementare per un eventuale contrattacco.
Se si entra nell'opera dall'ingresso più arretrato, si deve percorrere un lungo corridoio rettilineo che passa per i bagni, le due sale di deposito idrico (quelle che contengono le vasche in eternit), il locale radio, il locale caldaia, i quadri elettrici (ove è presente ancora il supporto per l'estintore), fino ad arrivare ad una grande camerata; da qui è possibile procedere sia a destra che a sinistra. A sinistra si risale una lunga scalinata rettilinea di 53 scalini, e poi una serie di trombe di scale (52 scalini) fino ad arrivare alle postazioni 1 e 2 di cui una con annesso osservatorio laterale, alla riserva delle munizioni ed al secondo ingresso sovrastato dalla sua caponiera per difesa vicina. Lungo il corridoio si incontra anche una doppia scalinata alla marinara che porta ad una posizione d'osservatorio con vista sulla strada statale. Se invece dalla camerata si prosegue a destra, si arriva alle altre postazioni da difesa. Una di queste presenta una particolare piastra ferro-arrugginita, che nasconde i buchi della fotofonica che guarda le opere dell'altro versante (l'opera 4 o la 3). Alcune postazioni avevano la particolarità di battere la stessa Costa Nosellari. Sulla sommità dell'opera si trovano i resti di una garitta.
- Nome in codice (in ambito NATO): "Menfi"
- Armamento previsto:

4 mitragliatrici, 1 cannone anticarro, 1 osservatorio
- Ingressi:

L'opera ha 2 ingressi
- Dati relativi ad agosto 2010
- Coordinate geografiche: 46°43′48.15″N 12°15′19.61″E

### Opera 6

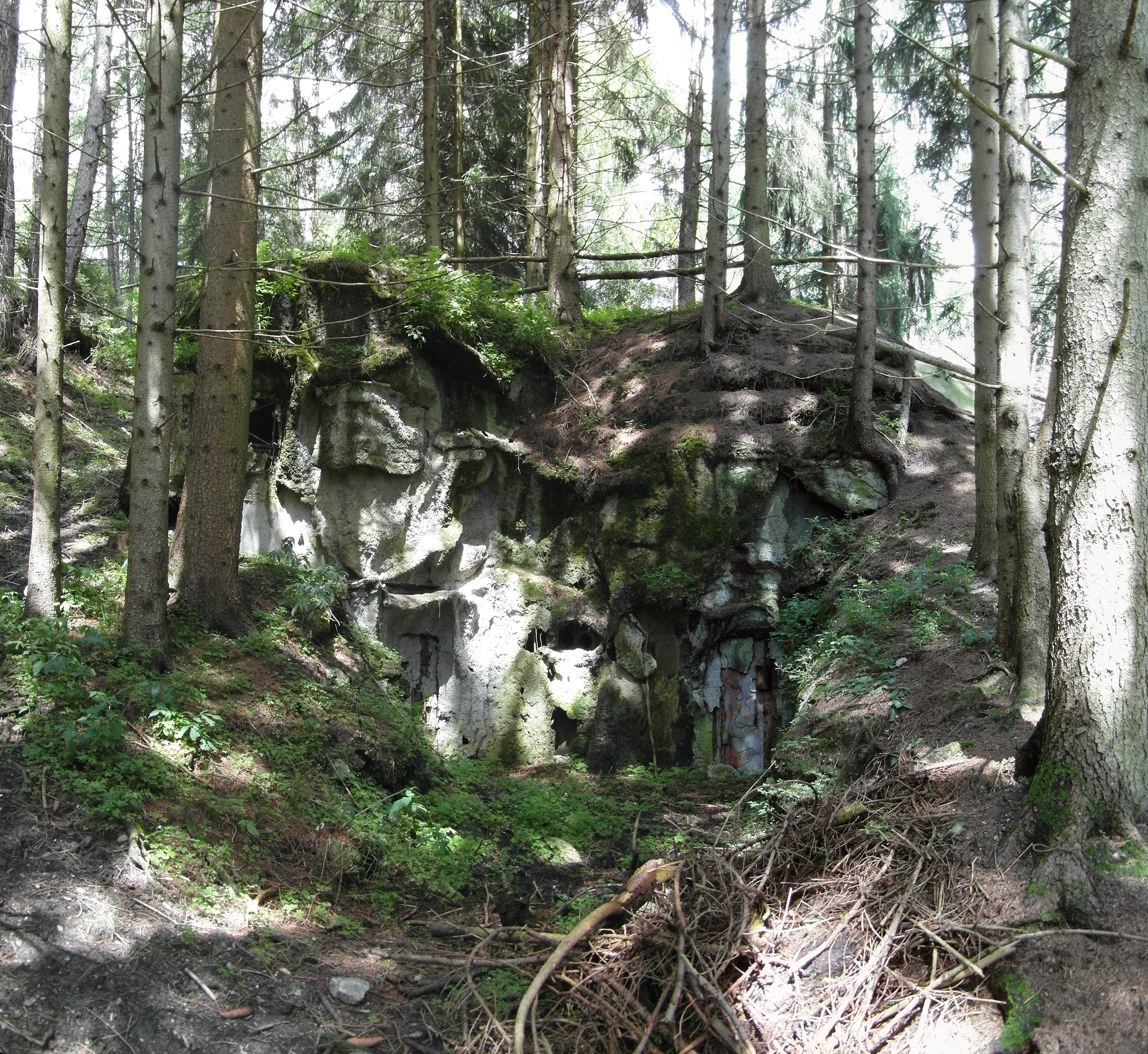
Ingresso dell'opera 6

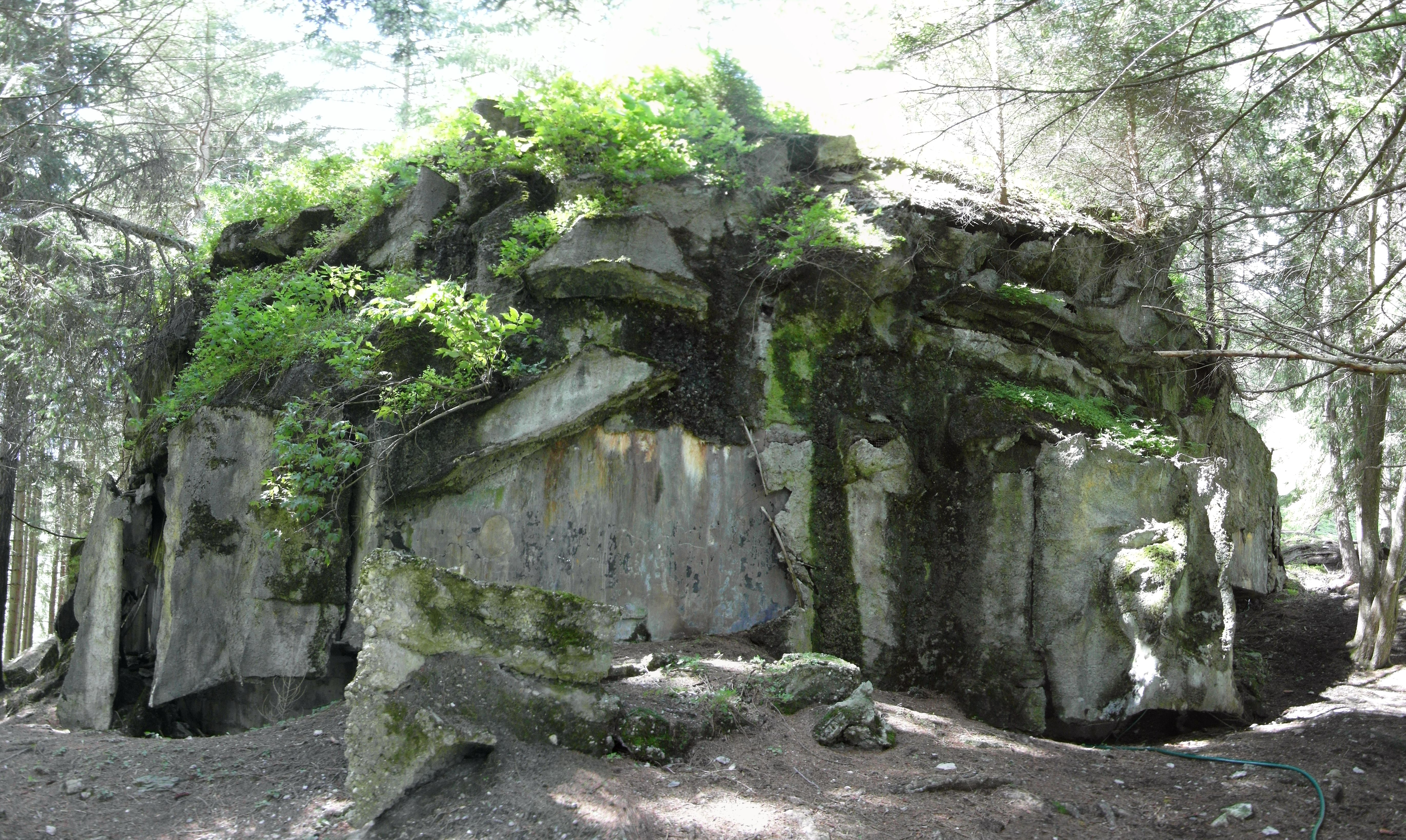
Due delle feritoie dell'opera 6

- Come raggiungere l'opera:

Da Dobbiaco si prende la strada che porta in località Costa Nosellari. Lungo la strada si raggiunge il maso Eggemanner, e superatolo, si prende una stradina sterrata che scende dal maso in mezzo al bosco. Da qui è anche raggiungibile l'opera 1 seguendo la stradina che scende fino alla fine. Per quanto riguarda l'opera 6 invece, non appena si apre la piccola radura, sulla sinistra si trova un cancelletto in legno, che interrompe lo steccato, lo si supera e si scende in quella direzione per poche decine di metri, finché non si scorge sulla destra l'opera.
- Caratteristiche:

L'opera è di media grandezza, costruita in calcestruzzo. Attualmente è celata dietro una sottile striscia di alberi. L'opera ha un ingresso particolare, composto da 2 ingressi affiancati, e sopra ad uno di essi, si trova la caponiera per la difesa da vicino. L'opera è di proprietà della famiglia Lanz.
- Nome in codice (in ambito NATO): "Nepi"
- Armamento previsto:

4 mitragliatrici
- Ingressi:

L'opera ha 2 ingressi
L'opera è di proprietà privata
- Dati relativi a marzo 2007
- Coordinate geografiche: 46°43′46.98″N 12°14′54.68″E

### Opera 7
- Come raggiungere l'opera:

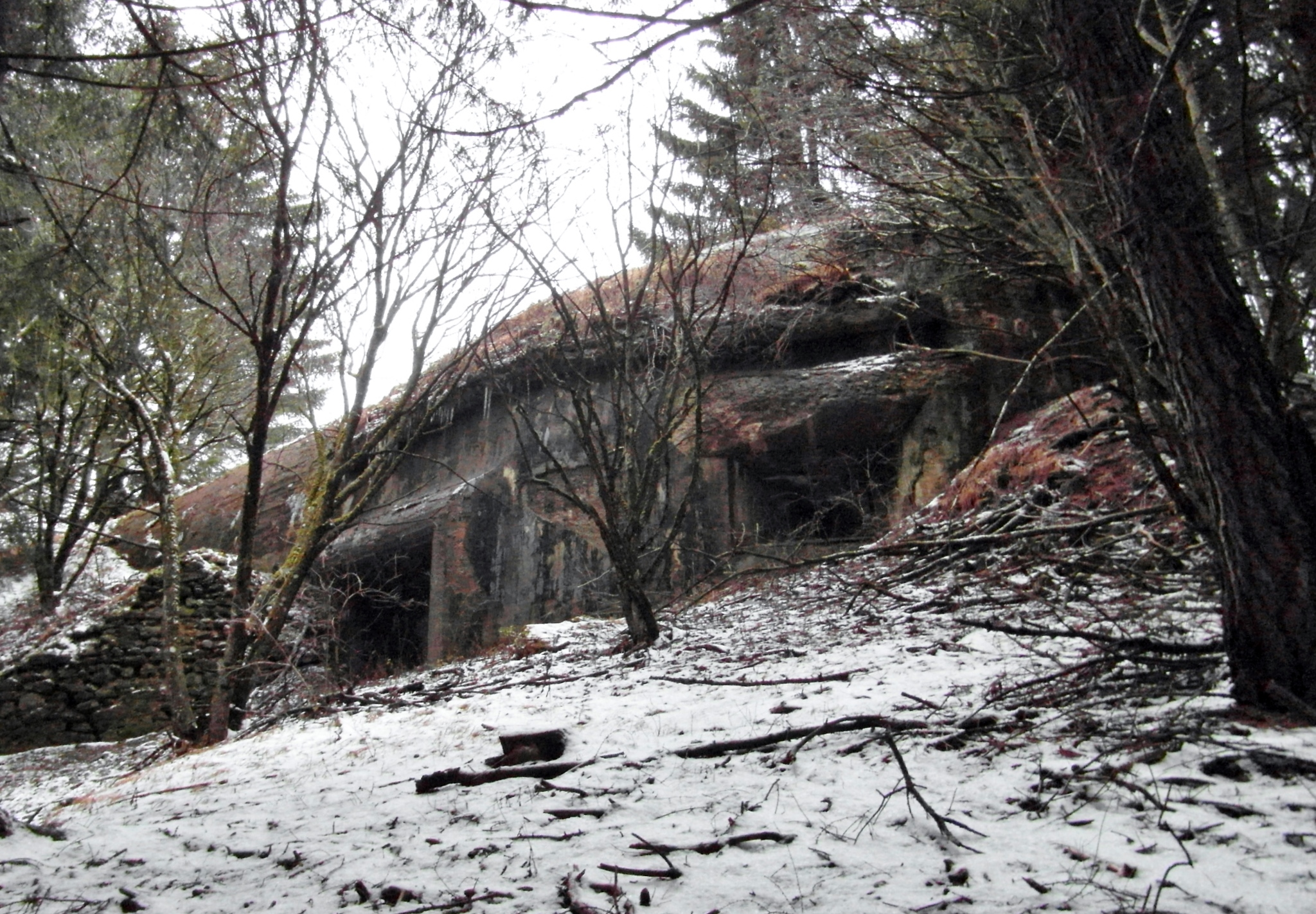
Una delle feritoie dell'opera 7

Per raggiungere l'opera, è utile dapprima raggiungere l'opera 8. Da qui, ci si dirige verso ovest fino a raggiungere i primi alberi; arrivati fino a qui si risale il crinale fino a quando il bosco ricurva su se stesso. Si prosegue quindi sempre ai margini del bosco per poi arrivare alla parte in alto a destra di una forma a U del bosco stesso. Da qui, ci si sposta verso l'altra parte alta della U discendendo il crinale verso l'interno dove si scorge una piccola stradina che porta giusto al di sotto dell'opera.
- Caratteristiche:

L'opera di dimensioni medie e costruita in calcestruzzo, era armata con tre mitragliatrici. Essa non fu reimpiegata nel nuovo sistema difensivo del dopoguerra. L'ingresso principale è praticamente sommerso dato che il corridoio d'ingresso risulta ricoperto di terra e con un albero in mezzo.
- Armamento previsto:

3 mitragliatrici
- Ingressi:

L'opera ha 1 ingresso
- Dati relativi a dicembre 2014
- Coordinate geografiche: 46°43′53.48″N 12°14′42.9″E

### Opera 8

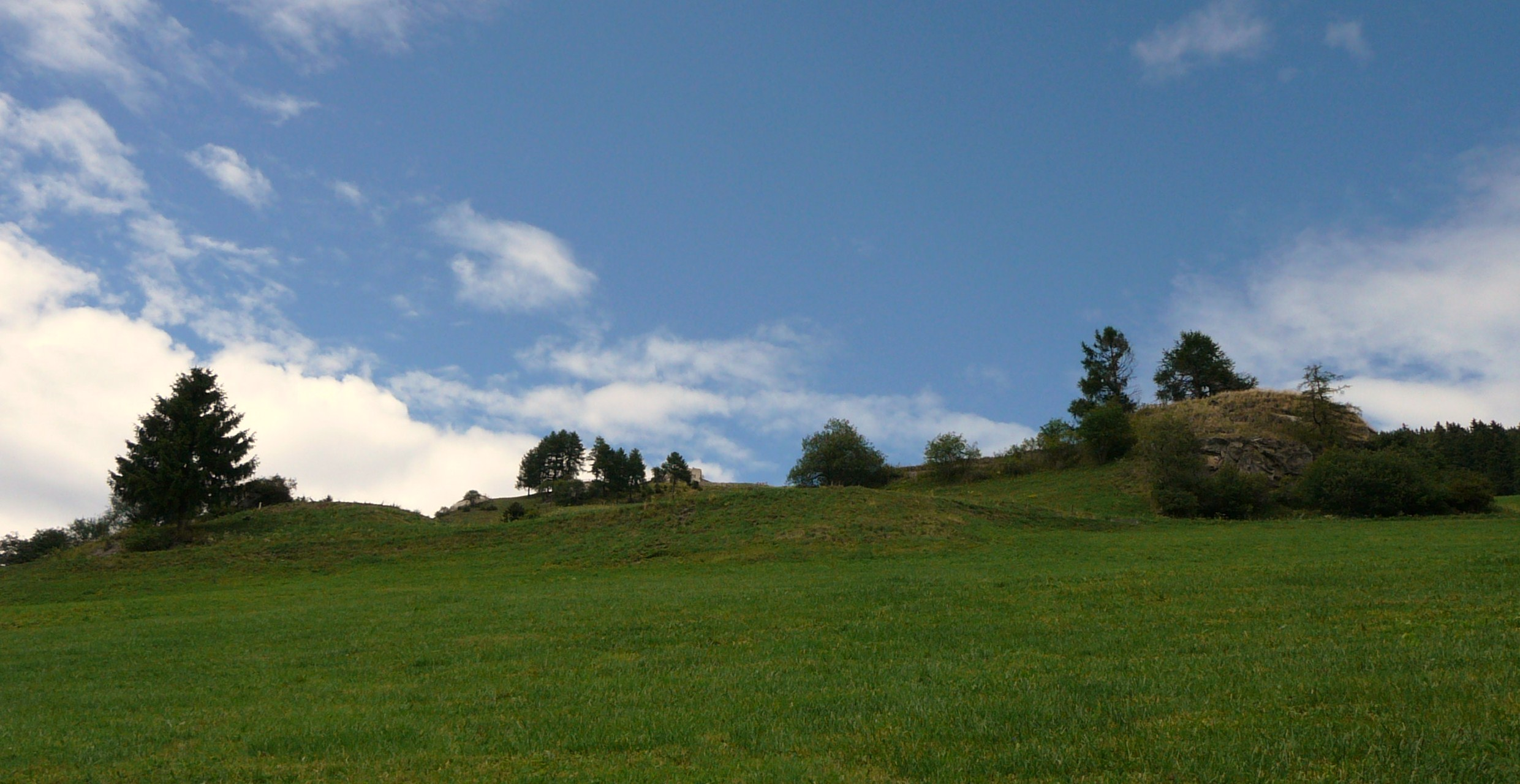
L'opera 8 ai lati e sulla sfondo l'opera 9

- Come raggiungere l'opera:

Dalla descrizione per giungere all'opera 6, si continua sulla strada della Costa Nosellari, e proseguendo oltre, per qualche centinaio di metri, si arriva ad un agglomerato di case, cui fa parte anche una chiesetta a sinistra della strada. Gli si gira attorno, proseguendo per 50 metri circa, salendo fino a che non si vede spuntare in mezzo ai prati la forma dell'opera 8.
- Caratteristiche:

L'opera di medie dimensioni in roccia e calcestruzzo, si sviluppa principalmente su tre livelli: quello 0 d'ingresso e delle postazioni 3 e 4, quello +1 dove si trovano le postazioni 1 e 2 e quello -1 dove si trovano le camerate, questo livello è per lo più allagato, e quindi di difficile esplorazione. Da questo livello, si innalza la torretta osservatorio, oggi contorniata da letame.
Al suo interno è fornita di tutto ciò che era necessario al suo funzionamento, persino il telaio di un letto è rimasto. Questa è stata riutilizzata nel dopoguerra.
L'opera 8 nel dopo guerra fu dotata di un cannone di grosso calibro 90 mm PAK, in modo tale da poter battere un'area che si distendeva anche oltre il paese vicino di San Candido. Nella postazione 3 era previsto un cannone 90/32.
- Nome in codice (in ambito NATO): "Mori"
- Armamento previsto:

4 mitragliatrici, 1 osservatorio in torretta.
- Ingressi:

L'opera ha 2 ingressi
- Dati relativi ad agosto 2010
- Coordinate geografiche: 46°43′58.56″N 12°15′09.79″E

### Opera 9
- Come raggiungere l'opera:

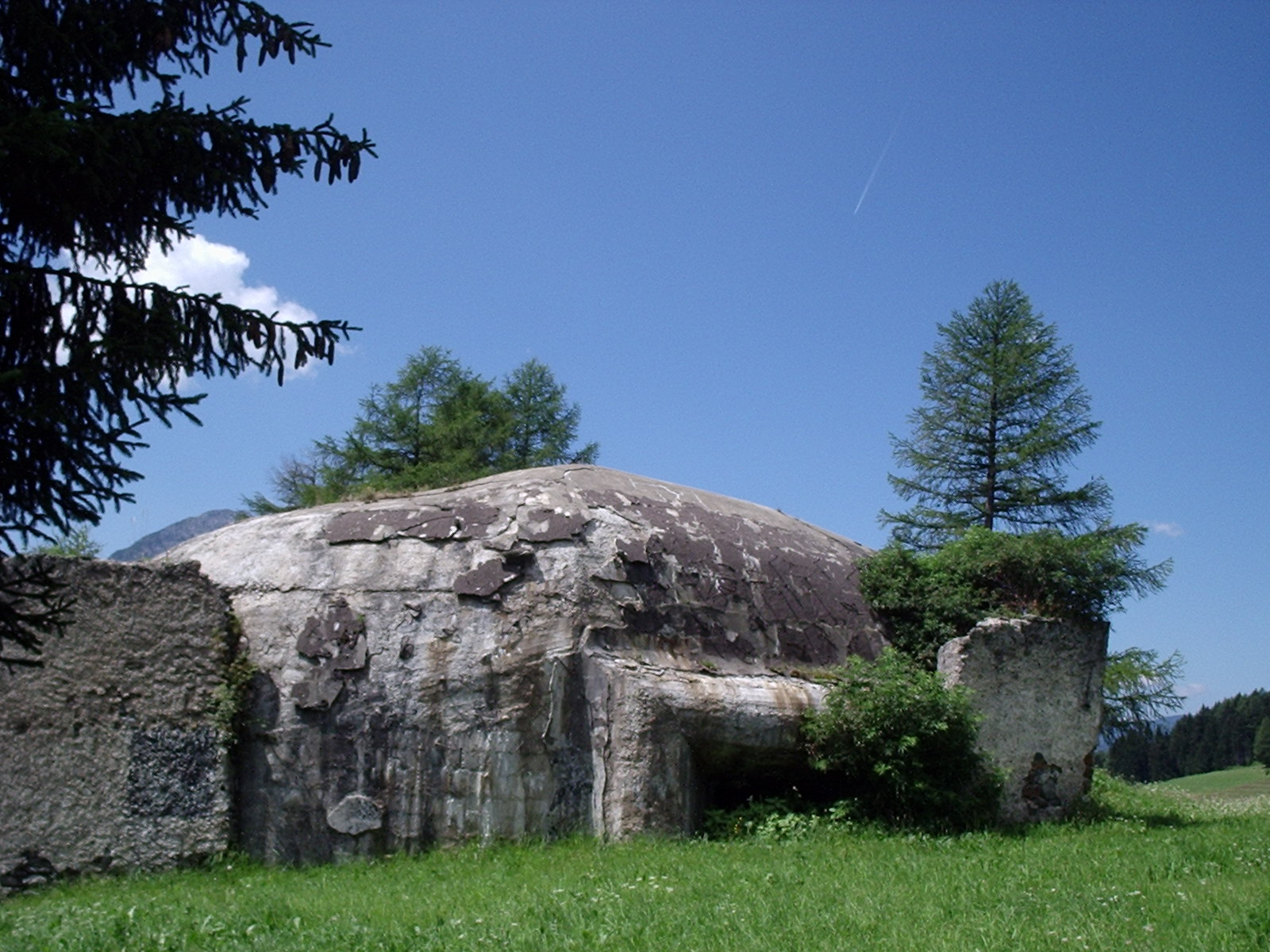
L'opera 9

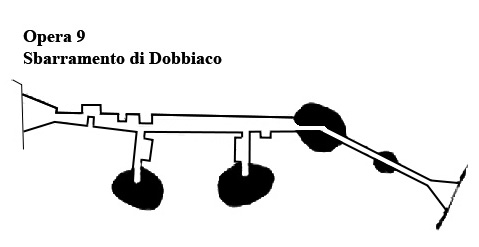
La piantina dell'opera 9

Una volta giunti all'opera 8, alzando gli occhi in direzione nord, quasi in cima alla collina, si scorge un edificio grigio. Altro non è che l'opera 9. Salire dall'opera 8 per raggiungerla non è una passeggiata "leggera" in quanto si affronta un buon dislivello, anche se in linea d'aria sembrano vicine. Comunque in non più di 15 minuti ci si può arrivare.
- Caratteristiche:

L'opera è stata costruita con l'idea di trarre in inganno il nemico, creando l'illusione di essere un comune maso di contadini, con le sue mura e normali finestrelle. In realtà l'inganno è dovuto alla presenza di alcuni rettangoli neri dipinti sulle sue pareti, che simulano benissimo ad una notevole distanza delle finestre e a delle ulteriori mura di rivestimento che danno all'opera le sembianze di un maso da montagna.
L'opera è ben visibile dalla statale, ma è camuffata in modo da poter sembrare ai più un maso, purtroppo non era stato completato un ultimo mallopo. È molto più grande di quello che si vede dalla piantina e dall'esterno, dato che sviluppa principalmente sotto terra.
- Armamento previsto:

4 mitragliatrici
- Ingressi:

L'opera ha 1 ingresso
- Dati relativi a marzo 2007
- Coordinate geografiche: 46°44′06.16″N 12°14′59.49″E

### Opera 10
- Come raggiungere l'opera:

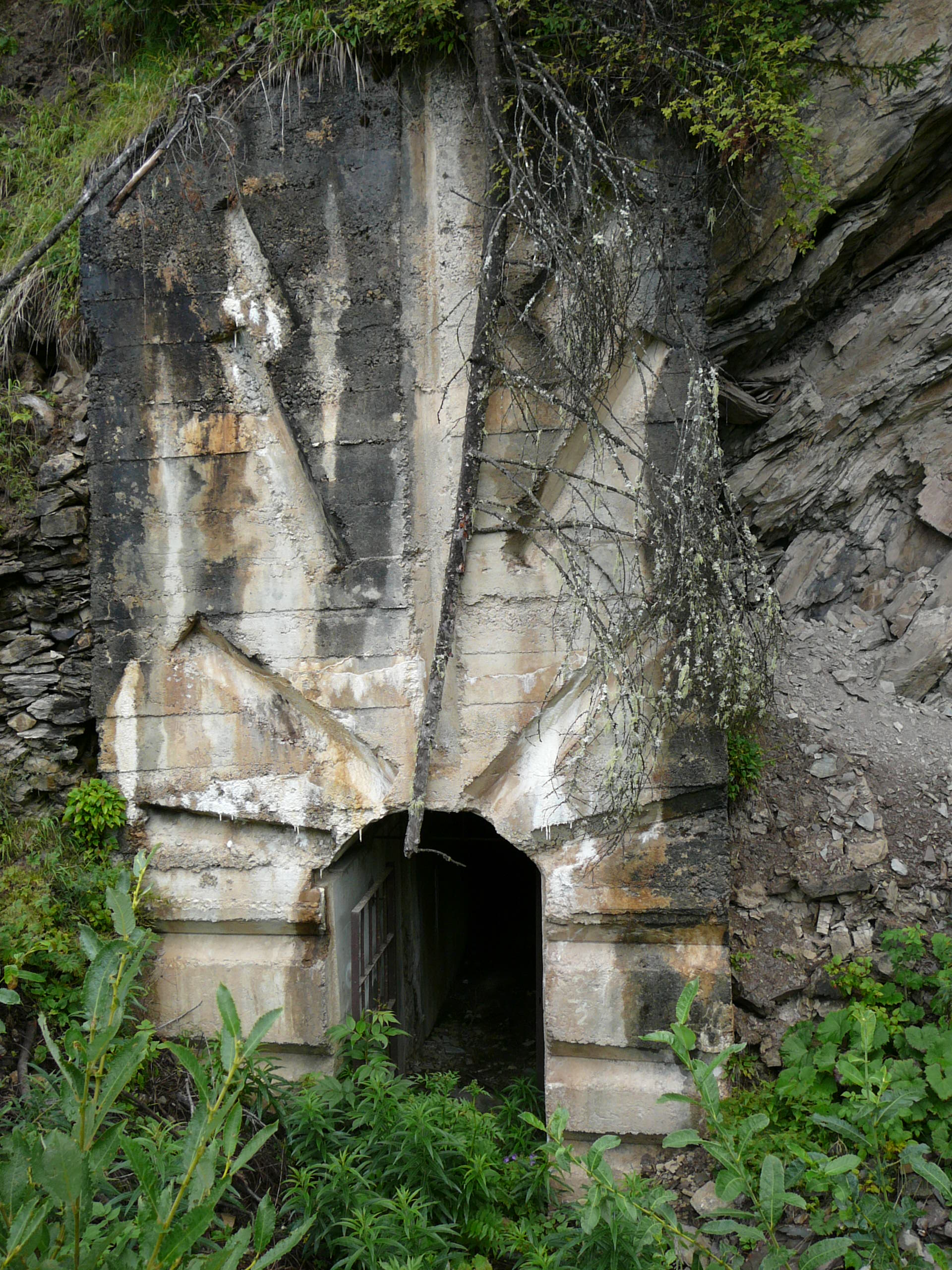
Uno degli ingressi dell'opera 10

L'opera si trova dietro l'opera 3, ad un'altezza di circa 1.500 metri. Per raggiungere l'opera si deve prendere la strada forestale che parte nei pressi dell'opera 2. Seguendo questa stradina percorrendo 4 tornanti, fino ad incontrare un ponte in pietra. Pochi metri oltre il ponte, si intravede uno degli ingressi all'opera.
- Caratteristiche:

L'opera di grande dimensioni, scavate interamente nella roccia, assomiglia molto all'opera 16 dello sbarramento di Mules. L'opera in sé è rimasta a livello di scavo. Dopo l'accesso ovest, si aprono due corridoi: il corridoio a destra procede per pochi metri e conduce a due stanze. A sinistra invece inizia la vera e propria parte dell'opera con una prima camerata, con un'apposita entrata, e successivamente una profonda camerata con le 4 postazioni per i cannoni. Quest'ultima camerata, alta circa 4 metri come la prima, termina con una della 4 postazioni ed un osservatorio.
- Armamento previsto:

4 cannoni 75/27 e 1 osservatorio in torretta
- Ingressi:

L'opera ha 2 ingressi
- Dati relativi ad agosto 2010
- Coordinate geografiche: 46°43′02.47″N 12°15′03.57″E

### Il Dosso

#### Osservatorio 9

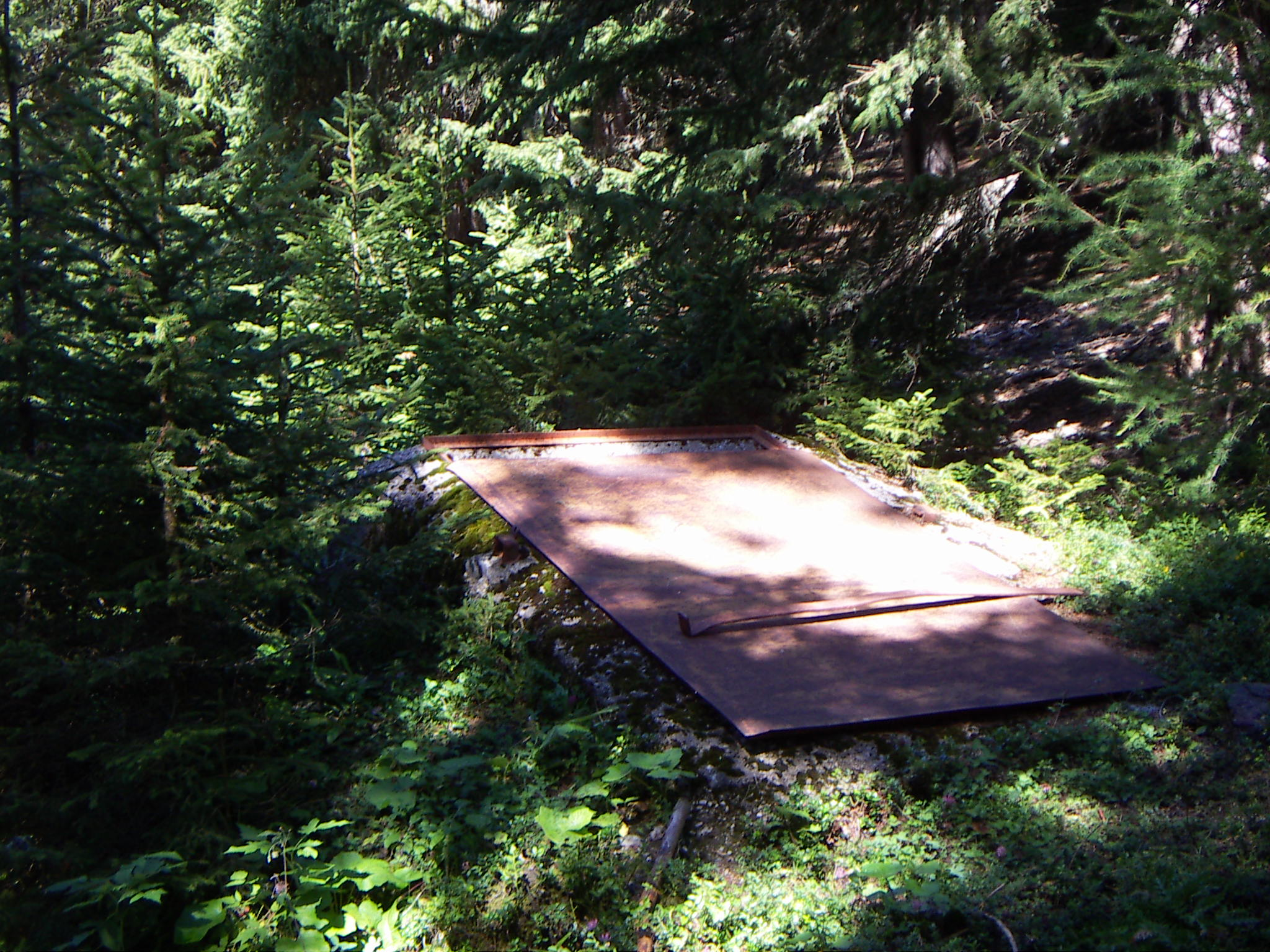
L'osservatorio de "Il Dosso"

- Come raggiungere l'opera:

Partendo da Dobbiaco e salendo per la strada che conduce a Costa Nosellari, invece di proseguire nella direzione di San Candido, si sale seguendo l'indicazione Lachwiese Hütte.
Poco dopo il km 8 dei 12 fino alla cappella San Silvestro, si scorge sulla sinistra della strada, del filo spinato arrugginito, che indica indubbiamente l'ubicazione dell'osservatorio numero 9.
- Caratteristiche:

L'osservatorio 9 presenta due ingressi simmetrici chiusi da botola orizzontale che scendono di una decina di gradini andandosi così ad incontrare. Da qui dopo 2 metri di corridoio si aprono due stanze simmetriche come gli ingressi, di media grandezza, in cui in una di queste è presente una scala a pioli che dà in alto su una grata ben chiusa. L'osservatorio fa parte di un caposaldo a livello di plotone, da attivare in caso di guerra o invasioni.
Ben non si capisce l'utilità del particolare ingresso simmetrico all'osservatorio.
- Armamento previsto:

La struttura non presenta alcun tipo di feritoia.
- Ingressi:

L'opera ha 2 ingressi
- Dati relativi a marzo 2007
- Coordinate geografiche: 46°44′46.92″N 12°15′33.27″E

### San Silvestro

#### Opera 10 e 11

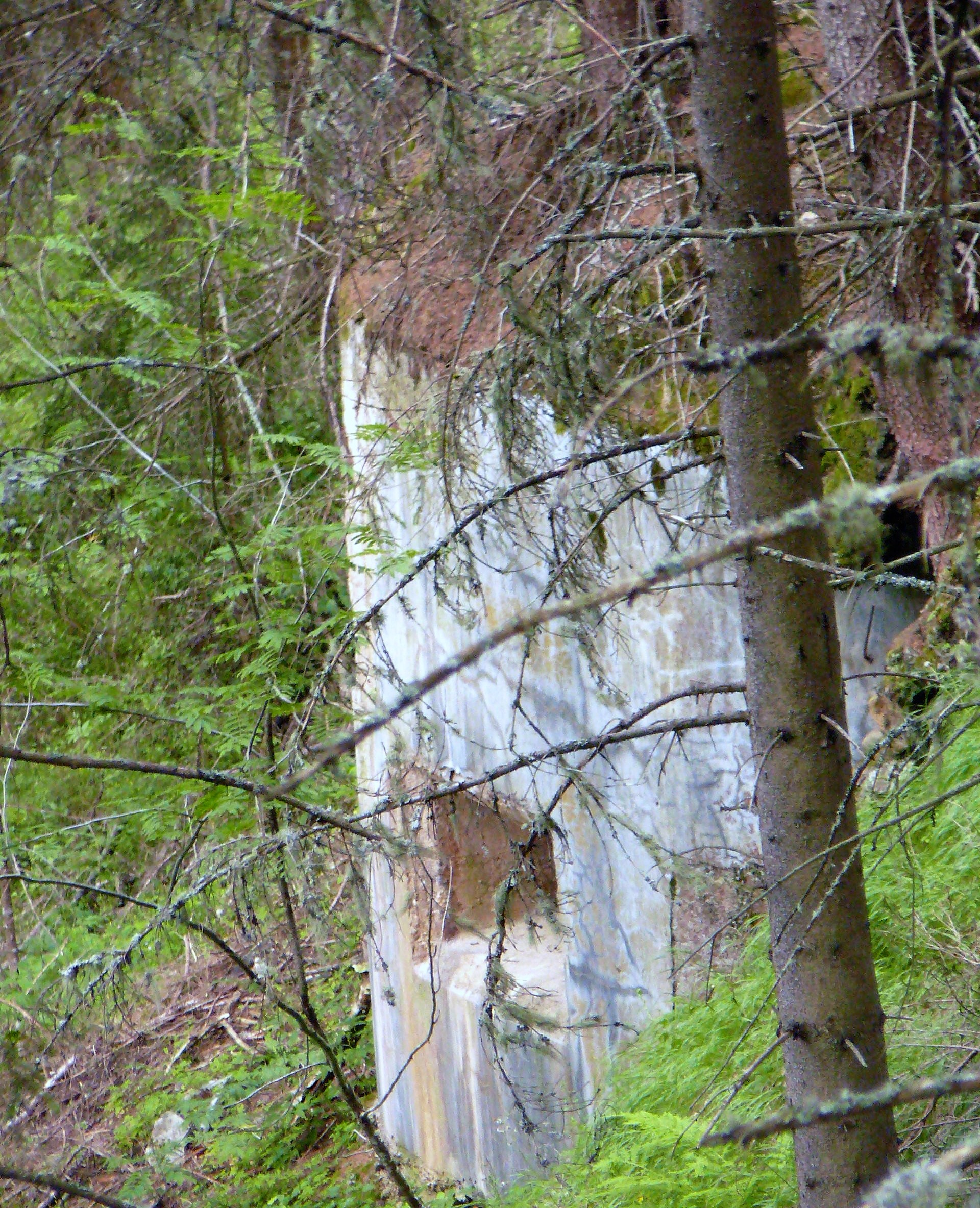
Una delle feritoie dell'opera 10

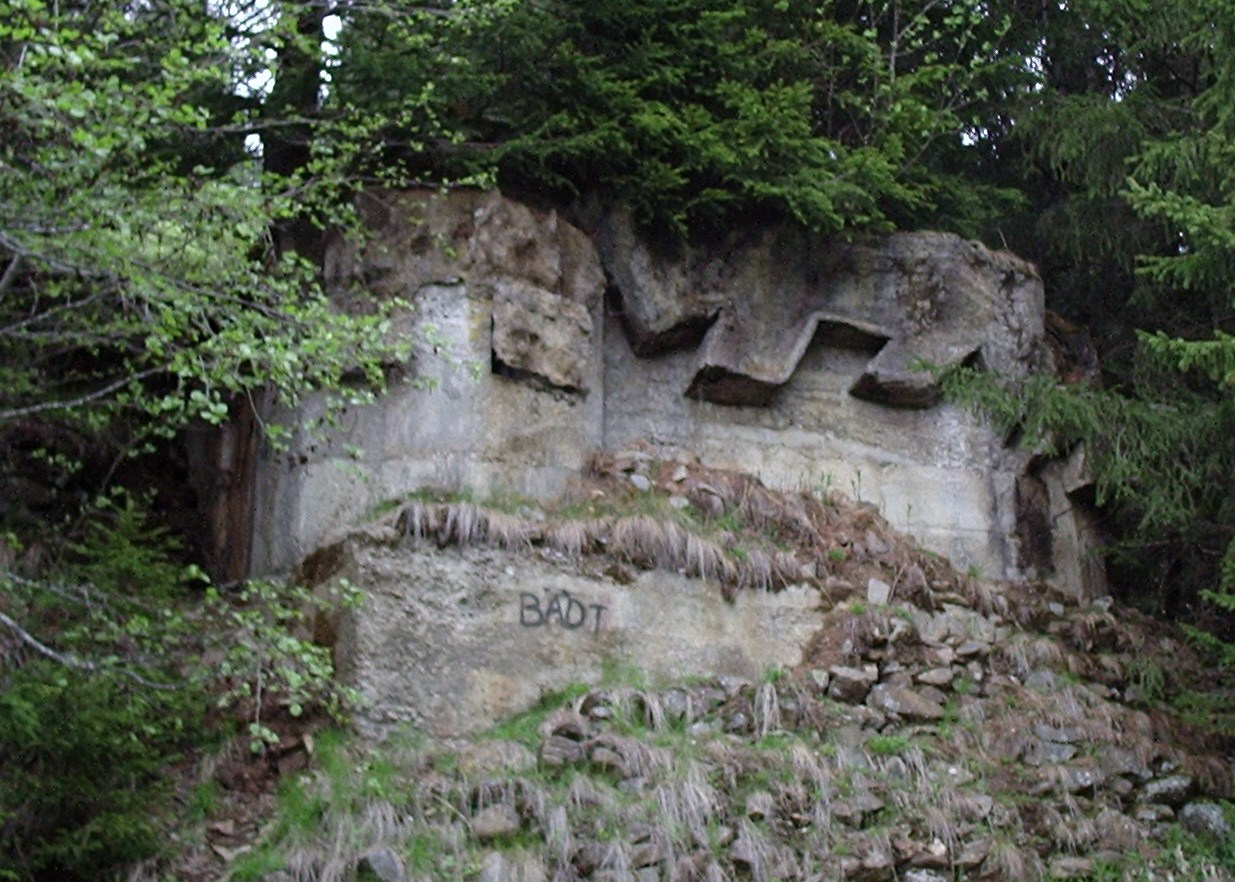
L'opera 11 sita nella Valle San Silvestro

- Come raggiungere l'opera:

Da Dobbiaco si raggiunge la frazione di San Silvestro–Wahlen e superato il paesino si prosegue sempre diritti seguendo il corso del rio San Silvestro, fino a quando questo non forma grazie ad un grande sbarramento artificiale una grande zona dove il piccolo ruscello si allarga e si divide in molti rii. L'ingresso a questa radura è riconoscibile in quanto sbarrato dalla tipica sbarra verde delle stradine forestali.
Rimanendo lungo la strada le due opere sono comunque osservabili sulla destra, facendo attenzione che il livello della strada coincide con quello del tetto delle opere e quindi risultano poco visibili.
- Caratteristiche:

Entrambe le opere sono di dimensioni molto ridotte. Le feritoie non battono la strada, ma sul “laghetto”, che probabilmente all'epoca non era che un ruscello, cioè era una probabile via di accesso. Inoltre, da notare che le opere sono ad un livello inferiore rispetto al manto stradale.
L'opera 11 era dotata di due postazioni, una postazione radio e una piccola camerata.
- Nome in codice (in ambito NATO): "Aosta" e "Anzio"
- Ingressi:

Entrambe le opere hanno 1 ingresso
L'opera 11 è di proprietà privata
- Dati relativi a novembre 2009
- Coordinate geografiche: 46°45′31.48″N 12°14′51.65″E